# Università di Paris-Nanterre
La Université Paris Nanterre è un'università francese situata a Nanterre. L'università è stata istituita il 20 ottobre 1964.

## Organizzazione
La Université Paris Nanterre si struttura in istituti e unità didattiche di formazione e ricerca, riuniti in otto facoltà:
- Lingue e culture straniere (LCE)
- Letteratura, lingue, filosofia e arti dello spettacolo (PHILLIA)
- Economia, management, matematica e informatica (SEGMI)
- Diritto e scienze politiche (DSP)
- Scienze psicologiche e scienze dell'educazione (SPSE)
- Scienze sociali e amministrative (SSA)
- Scienze e tecniche delle attività fisiche e sportive (STAPS)
- Sistemi industriali e tecnologie di comunicazione (SITEC)

## Laureati famosi
- Michel Chion, critico, compositore, regista di film e video e teorico dell'ascolto e dell'audiovisione francese
- Christine Lagarde, politica e avvocatessa francese
- Anne Hidalgo, politica spagnola naturalizzata francese. Sindaco di Parigi.
- Leonardo López Luján, archeologo messicano.
- Valentin-Yves Mudimbe, poeta, scrittore e filosofo della Repubblica Democratica del Congo

## Insegnanti famosi
- Philippe Contamine, medievista francese
- Mikel Dufrenne, filosofo francese
- Albert Piette, antropologo francese